# Lotus 79
Lotus 79 — гоночный автомобиль команды Формулы-1 Lotus, выступавший в сезоне 1978 года.

## История
Автомобиль был спроектирован в конце 1977 года и стал первым болидом Формулы-1, на котором в полной мере был реализован принцип граунд-эффекта.

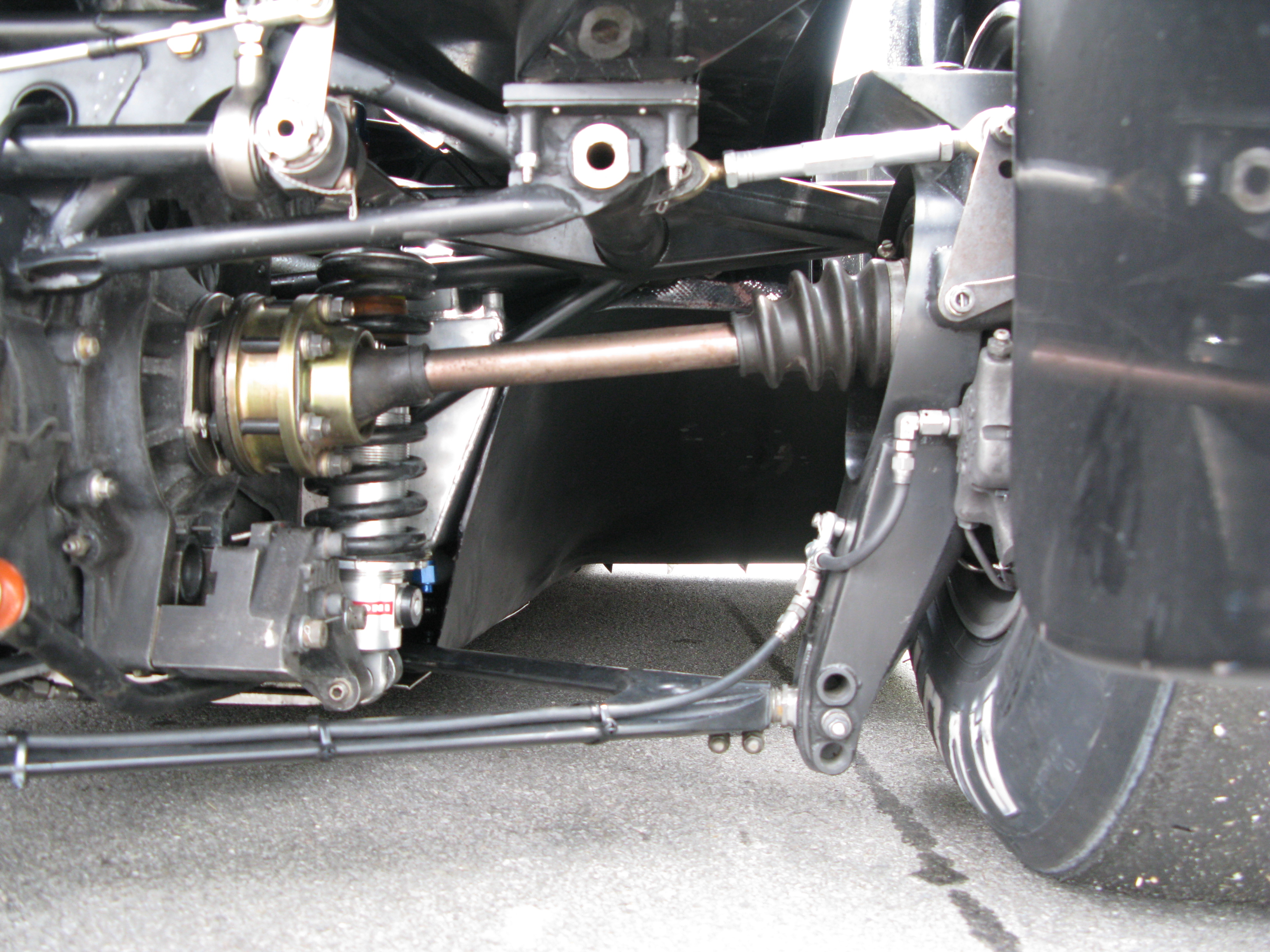
Тоннели Вентури на Lotus 79.

Конструкторам удалось решить проблему с разрежением воздуха, которая была у шасси Lotus 78. Для этого был переработан дизайн тоннелей Вентури, что позволило более равномерно распределить давление воздуха под днищем автомобиля. Задние амортизаторы были спрятаны от потока воздуха ближе к коробке передач, а выхлопные трубы — подняты и интегрированы в боковые понтоны. В то же время топливные баки были убраны с боков и размещены внутри шасси непосредственно за кокпитом. Это улучшило не только распределение веса, автомобиль получил более эффективную аэродинамику, поскольку боковые понтоны 79 создавали большую прижимную силу, чем у Lotus 78.
Чуть снизив эффективность заднего крыла, наряду с другими усовершенствованиями, инженеры Lotus не только достигли своей цели, сохранив неизменной полную прижимную силу, но и снизили аэродинамическое сопротивление.
По сути, Lotus 79 обладал примерно на 15 % более эффективной аэродинамикой, чем 78. Машина буквально «приклеивалась» к трассе и позволяла проходить повороты на более высокой скорости.

## Результаты выступлений в гонках
| Год  | Команда                        | Двигатель         | Шины | Пилоты   | 1    | 2    | 3    | 4    | 5    | 6    | 7   | 8    | 9    | 10   | 11   | 12   | 13  | 14   | 15   | 16   | Место | Очки |
| ---- | ------------------------------ | ----------------- | ---- | -------- | ---- | ---- | ---- | ---- | ---- | ---- | --- | ---- | ---- | ---- | ---- | ---- | --- | ---- | ---- | ---- | ----- | ---- |
| 1978 | John Player Special Team Lotus | Ford Cosworth DFV | G    |          | АРГ  | БРА  | ЮАР  | СШЗ  | МОН  | БЕЛ  | ИСП | ШВЕ  | ФРА  | ВЕЛ  | ГЕР  | АВТ  | НИД | ИТА  | США  | КАН  | 1     | 86   |
| 1978 | John Player Special Team Lotus | Ford Cosworth DFV | G    | Андретти |      |      |      |      |      | 1    | 1   | Сход | 1    | Сход | 1    | Сход | 1   | 6    | Сход | 10   | 1     | 86   |
| 1978 | John Player Special Team Lotus | Ford Cosworth DFV | G    | Петерсон |      |      |      |      |      |      | 2   | 3    | 2    | Сход | Сход | 1    | 2   |      |      |      | 1     | 86   |
| 1978 | John Player Special Team Lotus | Ford Cosworth DFV | G    | Жарье    |      |      |      |      |      |      |     |      |      |      |      |      |     |      | 15   | Сход | 1     | 86   |
| 1979 | Martini Racing Team Lotus      | Ford Cosworth DFV | G    |          | АРГ  | БРА  | ЮАР  | СШЗ  | ИСП  | БЕЛ  | МОН | ФРА  | ВЕЛ  | ГЕР  | АВТ  | НИД  | ИТА | КАН  | США  |      | 39    | 4    |
| 1979 | Martini Racing Team Lotus      | Ford Cosworth DFV | G    | Андретти | 5    | Сход | 4    | 4    |      | Сход |     |      | Сход | Сход | Сход | Сход | 5   | 10   | Сход |      | 39    | 4    |
| 1979 | Martini Racing Team Lotus      | Ford Cosworth DFV | G    | Ройтеман | 2    | 3    | 5    | Сход | 2    | 4    | 3   | 13   | 8    | Сход | Сход | Сход | 7   | Сход | Сход |      | 39    | 4    |
| 1979 | Martini Racing Team Lotus      | Ford Cosworth DFV | G    | Ребаке   | Сход | НКВ  | Сход | Сход | Сход | Сход |     | 12   | 9    | Сход | НКВ  | 7    |     |      |      |      | 39    | 4    |

| Легенда к таблице |                                                                    |
| --- | ------------------------------------------------------------------ |
| В таблице перечислены результаты всех Гран-при Формулы-1, в которых использовался автомобиль. Строками таблицы являются сезоны, столбцами — этапы чемпионата мира. В каждой клетке указаны сокращённое название этапа и результат, дополнительно обозначенный цветом. Расшифровка обозначений и цветов представлена в нижеследующей таблице. |                                                                    |
| \| Пример \| Описание \| \| ------------ \| ------------------------------------------------------------------ \| \| 1 \| Победитель \| \| 2 \| Второе место \| \| 3 \| Третье место \| \| 5 \| Финишировал, заработав очки \| \| Сход \| Не финишировал, но при этом заработал очки \| \| 12 \| Финишировал, не получив очков \| \| НКЛ \| Финишировал, но не попал в финальную классификацию \| \| 15 \| Участвовал вне зачёта, либо по отдельной классификации \| \| 18 \| Не финишировал, но попал в финальную классификацию \| \| Сход \| Не финишировал \| \| НКВ \| Не прошёл квалификацию \| \| НПКВ \| Не прошёл предквалификацию \| \| ДСК \| Дисквалифицирован \| \| ИСК \| Исключён из протокола соревнований \| \| ТТ \| Заявлен для участия только в тренировках \| \| НС \| Участвовал в квалификации, но не стартовал в гонке \| \| Т \| Травмирован или болен \| \| ОТК \| Отказ от участия \| \| НТР \| Прибыл на соревнования, но на трассу не выезжал \| \| НПР \| Был заявлен в числе участников, но не прибыл к началу соревнований \| \| О \| Соревнования отменены \| \| \| Не участвовал \| \| Поул-позиция \| \| \| Быстрый круг \| \| |                                                                    |
| Пример | Описание                                                           |
| 1 | Победитель                                                         |
| 2 | Второе место                                                       |
| 3 | Третье место                                                       |
| 5 | Финишировал, заработав очки                                        |
| Сход | Не финишировал, но при этом заработал очки                         |
| 12 | Финишировал, не получив очков                                      |
| НКЛ | Финишировал, но не попал в финальную классификацию                 |
| 15 | Участвовал вне зачёта, либо по отдельной классификации             |
| 18 | Не финишировал, но попал в финальную классификацию                 |
| Сход | Не финишировал                                                     |
| НКВ | Не прошёл квалификацию                                             |
| НПКВ | Не прошёл предквалификацию                                         |
| ДСК | Дисквалифицирован                                                  |
| ИСК | Исключён из протокола соревнований                                 |
| ТТ | Заявлен для участия только в тренировках                           |
| НС | Участвовал в квалификации, но не стартовал в гонке                 |
| Т | Травмирован или болен                                              |
| ОТК | Отказ от участия                                                   |
| НТР | Прибыл на соревнования, но на трассу не выезжал                    |
| НПР | Был заявлен в числе участников, но не прибыл к началу соревнований |
| О | Соревнования отменены                                              |
| | Не участвовал                                                      |
| Поул-позиция |                                                                    |
| Быстрый круг |                                                                    |